# 洋派水库
洋派水库是中国云南省楚雄彝族自治州姚安县境内的一座水库，位于洋派河上，始建于元初，原称洋派淜，1954年11月至1955年10月扩建为中型水库。水库总库容为4000万立方米，兴利库容为3615万立方米，集雨面积为50.4平方千米，海拔为1891.26米。大坝为均质土坝，最大坝高17.5米，坝顶长240米。